# GRRR!
| Совокупная оценка | Совокупная оценка |
| Источник          | Оценка            |
| ----------------- | ----------------- |
| Metacritic        | 82/100            |
| Оценки критиков   |                   |
| Источник          | Оценка            |
| Allmusic          | [ 2 ]             |
| BBC Music         | (позитивная)      |
| Rolling Stone     | [ 4 ]             |
| The Telegraph     | [ 5 ]             |
| Uncut             | 7/10              |

GRRR! — сборник суперхитов британской рок-группы The Rolling Stones, вышедший в 2012 году, был приурочен к пятидесятилетнему юбилею легендарного коллектива. Компиляция содержит две новые песни «Doom and Gloom» и «One More Shot», которые были записаны в августе 2012 года.

## Варианты изданий
- 40 песен: 2 компакт-диска упакованные в джевел-кейс c 12-страничным буклетом (продавался в Австралии, Азии и некоторых европейский странах, выбранных американскими ретейлерами).
- 50 песен: 3 компакт-диска упакованные в диджипак с 12-страничным буклетом.
- 50 песен: 3 компакт-диска упакованные в диджипак с 36-страничной книжкой в твёрдом переплете и пятью открытками.
- 50 песен: 5 виниловых пластинок.
- 50 песен: 1 аудиодиск на Blu-ray (без видео) упакованный в прозрачный дискбокс с 12-страничным буклетом (продавался только в Европе и Мексике).
- 80 песен: 4 компакт-диска + 1 бонусный, 7 виниловых пластинок, книжка в твёрдом переплете, постер и открытки.

## Список композиций
Все песни написаны Миком Джаггером и Китом Ричардсом, за исключением отмеченных.

### Издание с 40 треками

#### Диск один
1. «Come On» (Чак Берри)
2. «Not Fade Away» (Бадди Холли/Норман Петти[англ.])
3. «It’s All Over Now» (Бобби Уомак/Ширли Джин Уомак)
4. «Little Red Rooster» (Вилли Диксон)
5. «The Last Time»
6. «(I Can't Get No) Satisfaction»
7. «Get Off of My Cloud»
8. «As Tears Go By» (Мик Джаггер, Кит Ричардс/Эндрю Луг Олдэм)
9. «19th Nervous Breakdown»
10. «Have You Seen Your Mother, Baby, Standing In The Shadow?»
11. «Paint It, Black»
12. «Let’s Spend the Night Together»
13. «Ruby Tuesday»
14. «Jumpin' Jack Flash»
15. «Street Fighting Man»
16. «Sympathy for the Devil»
17. «Honky Tonk Women»
18. «You Can't Always Get What You Want»
19. «Gimme Shelter»
20. «Wild Horses»

#### Диск два
1. «Brown Sugar»
2. «Tumbling Dice»
3. «It's Only Rock 'n Roll (But I Like It)»
4. «Angie»
5. «Fool to Cry»
6. «Beast of Burden»
7. «Miss You»
8. «Respectable»
9. «Emotional Rescue»
10. «Start Me Up»
11. «Waiting on a Friend»
12. «Happy»
13. «Undercover of the Night»
14. «Harlem Shuffle» (Эрнест Нэльсон/Боб Рельф[англ.])
15. «Mixed Emotions»
16. «Love Is Strong»
17. «Anybody Seen My Baby?» (Мик Джаггер, Кит Ричардс/k.d. lang/Бен Минк[англ.])
18. «Don’t Stop»
19. «Doom and Gloom»
20. «One More Shot»

### Издание с пятьюдесятью треками

#### Диск один
1. «Come On» (Чак Берри)
2. «Not Fade Away» (Бадди Холли/Норман Петти[англ.])
3. «It’s All Over Now» (Бобби Уомак/Ширли Джин Уомак)
4. «Little Red Rooster» (Вилли Диксон)
5. «The Last Time»
6. «(I Can't Get No) Satisfaction»
7. «Time Is on My Side» (Джерри Раговой)
8. «Get Off of My Cloud»
9. «Heart of Stone»
10. «19th Nervous Breakdown»
11. «As Tears Go By» (Мик Джаггер, Кит Ричардс/Эндрю Луг Олдэм)
12. «Paint It, Black»
13. «Under My Thumb»
14. «Have You Seen Your Mother, Baby, Standing in the Shadow?»
15. «Ruby Tuesday»
16. «Let's Spend the Night Together»
17. «We Love You»

#### Диск два
1. «Jumpin' Jack Flash»
2. «Honky Tonk Women»
3. «Sympathy for the Devil»
4. «You Can't Always Get What You Want»
5. «Gimme Shelter»
6. «Street Fighting Man»
7. «Wild Horses»
8. «She's a Rainbow»
9. «Brown Sugar»
10. «Happy»
11. «Tumbling Dice»
12. «Angie»
13. «Rocks Off»
14. «Doo Doo Doo Doo Doo (Heartbreaker)»
15. «It's Only Rock 'n Roll (But I Like It)»
16. «Fool to Cry»

#### Диск три
1. «Miss You»
2. «Respectable»
3. «Beast of Burden»
4. «Emotional Rescue»
5. «Start Me Up»
6. «Waiting on a Friend»
7. «Undercover of the Night»
8. «She Was Hot»
9. «Streets of Love»
10. «Harlem Shuffle» (Эрнест Нэльсон/Боб Рельф[англ.])
11. «Mixed Emotions»
12. «Highwire»
13. «Love Is Strong»
14. «Anybody Seen My Baby?» (Мик Джаггер, Кит Ричардс/k.d. lang/Бен Минк[англ.])
15. «Don’t Stop»
16. «Doom and Gloom»
17. «One More Shot»

## The Rolling Stones
- Мик Джаггер (все песни) — лид-вокал, губная гармоника, гитары, клавишные, перкуссия
- Кит Ричардс (все песни) — гитары, бэк-вокал (лид-вокал на «Happy»), клавишные, бас-гитара, перкуссия
- Чарли Уоттс (все песни) — ударные, перкуссия
- Брайан Джонс (1962 — 69) — гитары, губная гармоника, клавишные, перкуссия, бэк-вокал, банджо, ситар, мандолина, бас-гитара, блокфлейта, дульцимер, саксофон, кларнет, маримба, ксилофон, колокольчики, арфа, тамбура, табла, казу, автоарфа, виброфон
- Билл Уаймен (1962 — 92) — бас-гитара, клавишные, бэк-вокал, перкуссия
- Мик Тейлор (1969 — 74) — гитары, бэк-вокал
- Ронни Вуд (1975 — настоящее время) — гитары, бэк-вокал

## Хит-парады
Синглы
| Год  | Сингл            | Чарт                            | Высшая позиция |
| ---- | ---------------- | ------------------------------- | -------------- |
| 2012 | «Doom And Gloom» | UK Top 75 Singles               | 61             |
| 2012 | «Doom And Gloom» | UK Airplay Chart                | 21             |
| 2012 | «Doom And Gloom» | Billboard Rock Songs            | 30             |
| 2012 | «Doom And Gloom» | Billboard Rock Airplay          | 35             |
| 2012 | «Doom And Gloom» | Billboard Mainstream Rock Songs | 35             |
| 2012 | «Doom And Gloom» | Billboard Heritage Rock         | 8              |
| 2012 | «Doom And Gloom» | Billboard Triple AAA            | 10             |
| 2012 | «Doom And Gloom» | Billboard Rock Digital Songs    | 17             |
| 2013 | «One More Shot»  | UK Airplay Chart                | 74             |
| 2013 | «One More Shot»  | Billboard Heritage Rock         | 23             |